# Orestovia
Orestovia ist eine Gattung landbewohnender, vegetativer Organismen aus dem Devon Russlands und Chinas. Sie ist in Form fossiler Sprossachsen in den früh- und mitteldevonischen Kohleformationen Westsibiriens und Südchinas. Die Gattung und ihre einzige Art, Orestovia devonica, wurden 1936 von Sinaida Jergolskaja erstbeschrieben. Weil sie einige Strukturen mit Pflanzen gemeinsam haben, werden sie von einigen Paläobotanikern in ihre nähere Verwandtschaft gestellt. Andere schlagen sie den Braunalgen zu oder betrachten sie als Bindeglied zwischen Pflanzen und Braunalgen.

## Merkmale
Orestovia-Fossilien sind nackte, unverzweigte, cutinisierte Achsen von bis zu 20 cm Länge und 26 cm Breite, die sich zur Spitze hin verjüngen. Die meisten Exemplare sind als hohle, cuticuläre Hüllen erhalten, die häufig ein epidermis-ähnliches zelluläres Muster aufweisen. Die meisten anderen Teile des Gewebes sind dagegen nicht fossiliert. Durch die Achsen zieht sich ein zarter Strang von tracheiden-ähnlichen Röhren mit ringförmigen bis netzförmigen Verdickungen auf der Innenseite der Wände. Viele Röhren enthalten einen zentralen Kern, der als Harz interpretiert wird. An der äußeren Seite der Achsen befinden sich unregelmäßige Schwellungen, die mit einer Sekretionsfunktion in Verbindung gebracht werden. Über die Achsen sind kleine, eingesunkene Poren verteilt, die von mehreren Ringen von Zellen oder zellähnlichen Strukturen umgeben sind. Diese Strukturen werden als Spaltöffnungsapparat interpretiert.
Bei einigen Exemplaren wurden Sporen in der Rinde der Achsen gefunden, die eine Größe von 150 bis 190 µm haben. Auf der Cuticula wurden Pilze gefunden.

## Systematik
Orestovia devonica wurde von Sinaida Wassiljewna Jergolskaja 1936 aus der köhlernen Barzas-Formation Westsibiriens erstbeschrieben. Den Gattungsnamen wählte sie zu Ehren von V. A. Orestov, das Artepitheton devonica nimmt auf das Alter der Fossilien Bezug. Sie wird teilweise als Gefäßpflanze unbekannter Verwandtschaftsverbindung interpretiert. Eine Rekonstruktion sieht Orestovia, ähnlich dem rezenten Farn Pilularia globulifera (Familie Marsileaceae). mit einem im Wasser befindlichen kriechenden Rhizom und nackten, aufrechten Achsen.

## Belege